# Yonezō Maeda
Pour les articles homonymes, voir Maeda.
Yonezō Maeda (前田 米蔵), né le 17 février 1888 dans la préfecture de Wakayama au Japon et décédé à l'âge de 66 ans le 18 mars 1954, est un homme politique japonais.

## Biographie
Diplômé de la Tokyo Hōgakuin (l'ancêtre de la faculté de droit de l'université Chūō) en 1903, Maeda est élu à la chambre des représentants du Japon lors des élections législatives japonaises de 1917, sous la bannière du Rikken Seiyūkai, et est réélu au même siège pendant les neuf élections suivantes. Il devient secrétaire général du parti en 1925. En 1927, le premier ministre Tanaka Giichi le nomme directeur général du bureau législatif du gouvernement. Maeda devient ensuite ministre du Commerce et de l'Industrie en 1931 dans le gouvernement d'Inukai Tsuyoshi. Il est nommé ministre des Chemins de fer en 1936 dans le gouvernement de Kōki Hirota puis une seconde fois en 1939 dans le gouvernement de Hiranuma Kiichirō.
Comme tous les autres hommes politiques japonais, Maeda est forcé de rejoindre l'association de soutien à l'autorité impériale créée par le premier ministre Fumimaro Konoe en 1940 et sert comme président du parti pour les affaires administratives. Durant la Seconde Guerre mondiale, Maeda devient ministre des Transports et des Communications dans le gouvernement de Kuniaki Koiso. Après la reddition de 1945, il rejoint le parti Nihon Shimpo-to qui émerge durant l'occupation du Japon (1945-1952). Il est cependant purgé de la fonction publique en 1946 comme tous les autres membres du gouvernement de la guerre. En 1952, après la fin de l'occupation américaine, il devient l'un des membres fondateurs du Parti libéral du Japon mené par Shigeru Yoshida, formant sa propre faction au sein du parti. Il est cependant battu aux élections législatives japonaises de 1953, se retire et meurt l'année suivante.